# Daniël Mijtens (I)

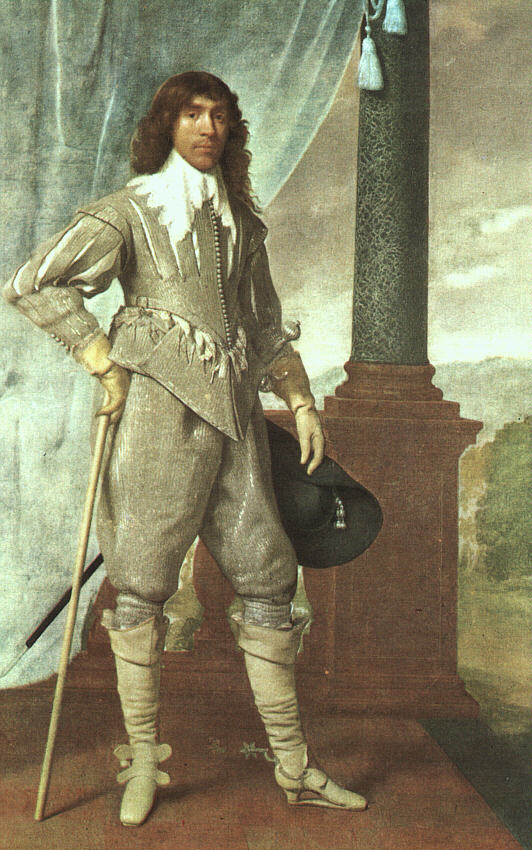
James Hamilton in 1629.

Daniël Mijtens (I) (Delft, ca. 1590 - Den Haag, 1647-48), die in Engeland bekendstaat als Daniel Mytens the Elder, was een Hollands portretschilder, die in de middenjaren van zijn carrière in Engeland werkte.
Mijtens behoorde tot een van oorsprong Vlaamse schildersfamilie: hij was de oudere broer van Isaac Mijtens (1602-1666). Zijn oom was Aert Mijtens (ca. 1541-1602). Hij was zelf een oom van Johannes Mijtens (ca. 1614-1670), die de vader was van Daniël Mijtens (II) (1544-1688). 

## Leven en werk
Hij werd in Delft geboren en werd opgeleid in Den Haag, mogelijk in het atelier van Van Mierevelt. Uit zijn eerste Hollandse periode zijn geen werken bewaard gebleven. 
Rond 1618 vertrok Mijtens naar Londen, waar hij zijn eerste beschermer vond in de vooraanstaande kunstverzamelaar Thomas Howard. Mijtens schilderde de graaf en zijn vrouw en kreeg snel daarna de opdracht om koning Jacobus I en zijn zoon Charles, de prins van Wales te schilderen. In 1625 werd hij hofschilder voor Karel I.
Nadat Karel I de troon bestegen had, produceerde Mijtens in 1625 een zo groot aantal portretten op ware grootte van Charles I en zijn hovelingen, waaronder ook duplicaten, er wordt aangenomen dat hij in deze periode zijn eigen atelier met medewerkers had. Twee van zijn beste portretten zijn van dezelfde man, James Hamilton (1606-1649), de latere 1e hertog van Hamilton, die hij in 1623 als 17-jarige schilderde en in 1629 opnieuw, toen Hamilton 23 was. Mijtens bezocht de Nederlanden in 1626 en 1630, mogelijk om de laatste ontwikkelingen in de schilderkunst te bestuderen, meer in het bijzonder de werken van Rubens en Van Dyck.
Mijtens introduceerde een nieuw naturalisme in de Engelse hofportretten, maar na de komst in Engeland van de meer uitgesproken Anthony van Dyck, werd hij na 1632 voorbijgestreefd als de leidende hofportrettist. Rond 1634 is hij waarschijnlijk voorgoed teruggekeerd naar Nederland, waar hij vervolgens voornamelijk als kunsthandelaar in Den Haag werkzaam was. Hij kocht onder andere werken voor de genoemde Thomas Howerd (graaf van Arundel). Uit zijn latere periode zijn slechts vier schilderijen overgebleven. 
Sommige van Mijtens' werken zijn nog steeds in het bezit van de Britse koninklijke familie.

## Galerij

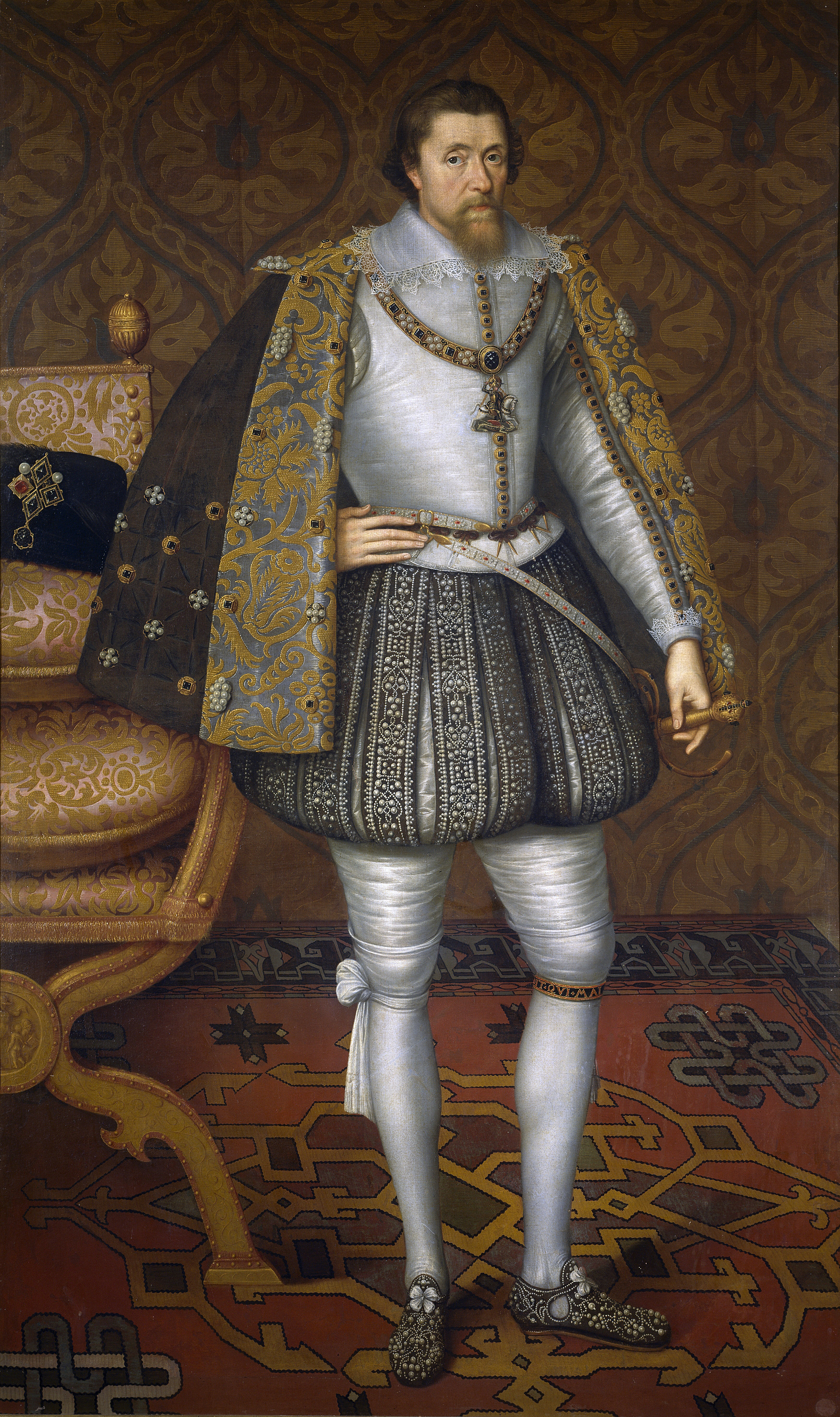
Jacobus I van Engeland
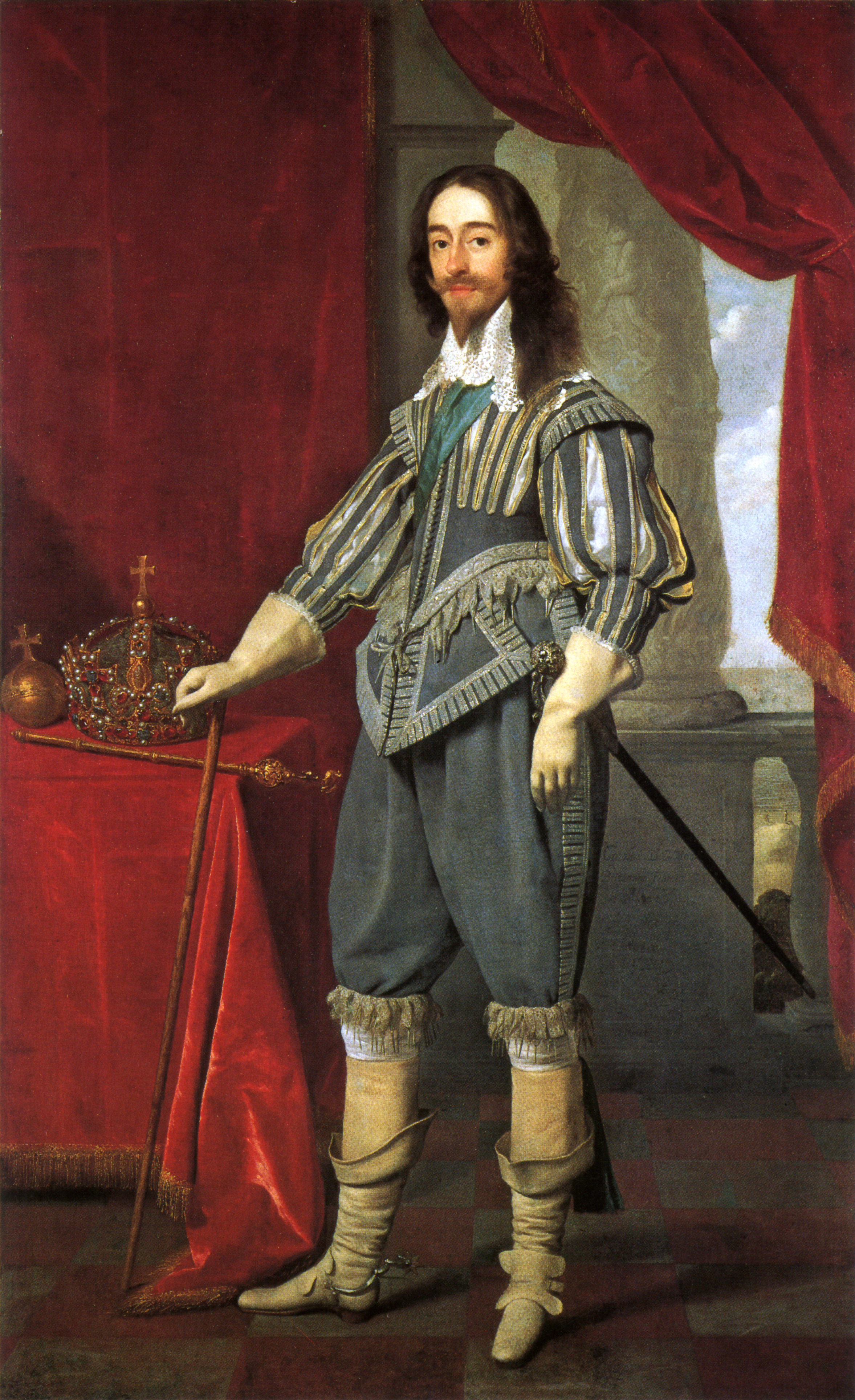
Karel I van Engeland
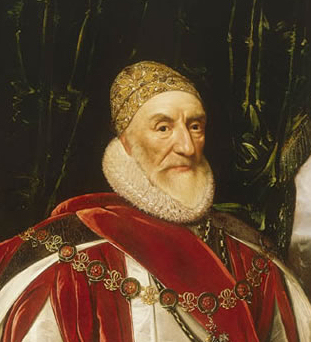
Admiraal Charles Howard